# 五声のリチェルカーレ
『五声のリチェルカーレ』（ごせいのリチェルカーレ、Ricercare a 5）は、深水黎一郎の日本の推理小説。タイトルはヨハン・ゼバスティアン・バッハの音楽の捧げものの中の曲名に由来する。
創元推理文庫より文庫書き下ろしで刊行され、短編「シンリガクの実験」が併録されている。音楽や昆虫の薀蓄と共にストーリーが展開し、ミステリーであると同時にいじめの問題、少年法の問題などに深く切り込んだ内容になっている。

## あらすじ
人を殺した、昆虫好きの14歳の少年。またありがちな少年犯罪かと思われたが、少年は動機だけは語らなかった。家裁調査官との接見で少年は謎めいた言葉を残す、「生きていたから殺した」「擬態に失敗すれば待つのは死、人間も同じ」と。
少年が殺したのは一体誰か、なぜ殺したのか。物語は、事件を起こした少年の回想と、動機を探る森本の視点で進む。

## 登場人物
昌晴（まさはる）
昆虫学者を夢見ていた14歳の少年。頬に、幼い頃に負った火傷の痕がある。転校前の学校でひどいいじめに遭っていた。
森本（もりもと）
家裁調査官。クラシック音楽を好み、特にバッハが好き。
白崎（しらさき）
昌晴のクラスメイト。昌晴の少し前に転校してきたばかりの小柄な少年。昆虫好きという共通点から昌晴と仲良くなった。
トダ・コンノ
昌晴をいじめていた2人組。連んでなければ何も出来ない小心者。
キヨミちゃん
社会科の教師。昌晴のクラスの担任。青黒いヒゲの剃り跡が目立つ。「キヨミ」ちゃんはあだ名。
仁科（にしな）
昌晴の隣の席の生徒。天然パーマにニキビ面で凶悪な目つきをしている。家庭環境が複雑。いわゆる「札付きのワル」。カンニングをさせてくれた昌晴のことを気に入り、何かと構うようになる。
大曽根（おおぞね）
昌晴の隣の席の生徒。色白で顎にナイフで抉られような傷がある。仁科の相棒のような存在。家庭は恵まれており、かつては優等生だった。
ミスタープー
昌晴らの通学路の路地にいるホームレス。